# Ukulele
L'ukulele (in hawaiano ʻukulele, con ʻokina; pronuncia: /ˌʔu.kuˈle.le/) è uno strumento musicale, un cordofono, appartenente alla famiglia delle chitarre. È l'adattamento hawaiano di uno strumento di origine portoghese, denominato cavaquinho, ma chiamato anche braguinha o machete.

## Caratteristiche
La principale caratteristica sonora dello strumento è il forte attacco seguito da uno smorzamento velocissimo.
Di forma minuscola, con il corpo e il piccolo manico l'ukulele fu inventato nel 1879 da immigrati portoghesi trasferiti nelle Hawaii. Il nome in lingua hawaiana significa pulce saltellante e sembra sia collegato alla velocità con cui abitualmente questo strumento veniva suonato. Esistono almeno 6 versioni, a seconda della lunghezza della tastiera e della grandezza del corpo. Dalla più piccola alla più grande sono: sopranino, soprano, concerto, tenore, baritono e basso. Ha quasi sempre quattro corde singole, anche se negli anni sono stati prodotti modelli a sei corde (guitalele) e quattro doppie.
L'accordatura più comune è sol-do-mi-la. Alcuni chitarristi preferiscono accordare il sol un'ottava più in basso rispetto alle altre corde, in modo che l'accordatura rispecchi le quattro corde superiori di una chitarra con un capotasto sul quinto tasto. 
Diversa è l'accordatura dell'ukulele baritono, re-sol-si-mi. In certi casi anche il tenore può essere accordato in tal modo.
L'ukulele è comunemente associato con la musica delle Hawaii, tuttavia ha goduto di un ampio utilizzo anche nella musica rock e pop, grazie ad artisti soprattutto britannici e statunitensi che ne hanno apprezzato il suono singolare. Al giorno d'oggi sono sempre più numerosi i gruppi che scelgono di utilizzare l'ukulele nei propri arrangiamenti.

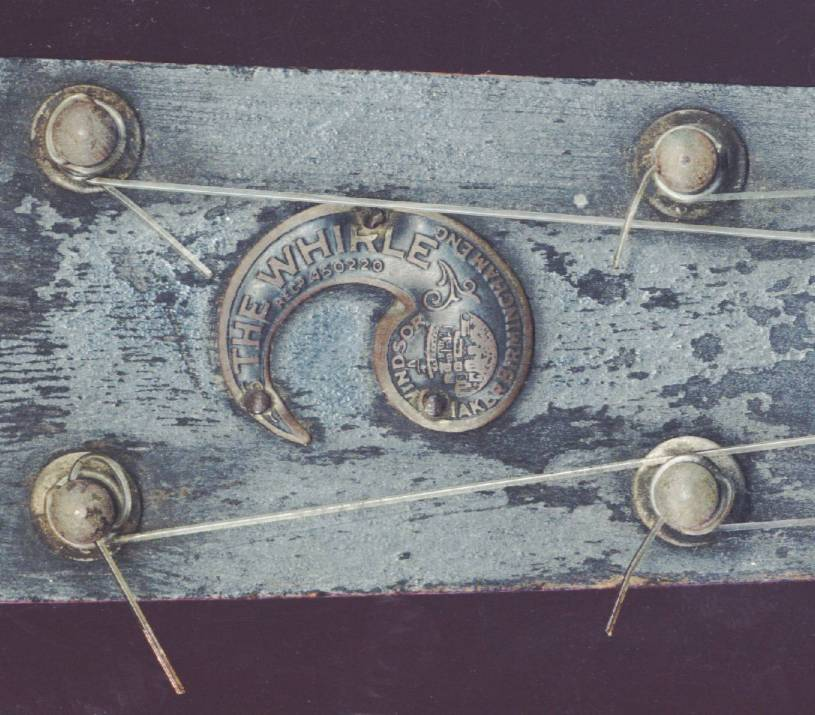

## Storia
Nella seconda metà dell'Ottocento, circa 20 000 lavoratori portoghesi si trasferirono nelle Hawaii per lavorare nei campi di canna da zucchero. Tra gli immigrati di origine portoghese, di Madeira c'erano anche Augusto Dias, Jose do Espirito Santo e Manuel Nunes. Questi, essendo esperti liutai, dalla combinazione della braguinha di Madeira e del rajão, inventarono l'ukulele. La braguinha è uno strumento simile al cavaquinho, e prende il nome dalla città portoghese Braga.
Divenuto immediatamente molto popolare in Polinesia, nei primi anni del XX secolo, il piccolo strumento ebbe un periodo di grande successo grazie ad artisti come Roy Smeck al punto che spesso le partiture delle musiche dell'epoca riportavano la tablatura per ukulele. Negli anni trenta, la Grande depressione che investì gli Stati Uniti coinvolse anche il piccolo strumento ma al tempo stesso, lo vide fiorire in Gran Bretagna grazie alla musica di George Formby. Negli anni sessanta riacquistò una certa popolarità grazie ad interpreti come Tiny Tim che conferivano all'ukulele un carattere più scherzoso e gruppi come i Beach Boys che lo utilizzavano talvolta per comporre le proprie canzoni. Con il passare del tempo nacquero innumerevoli gruppi e club dedicati all'ukulele, sparsi in tutto il mondo. Nel frattempo le Hawai'i, aperte ad una nuova giovinezza grazie ad una nuova ondata di turismo, si affermavano sulla scena mondiale come patria indiscussa dell'ukulele. Ad oggi si contano numerosi festival dedicati a questo strumento, il più importante si tiene ogni anno ad Honolulu ed è organizzato da Roy Sakuma sin dalla prima edizione tenutasi nel 1971.

## Costruzione
L'ukulele è generalmente fatto di legno anche se nel tempo molte varianti sono state ideate composte parzialmente o interamente di plastica o altri materiali. Gli ukuleli più economici sono generalmente fatti di legno laminato o compensato solitamente con il top in legno di risonanza solitamente acero o mogano. Ukulele più pregiati possono essere solid body, ovvero composti da tavola singola in legno e non stratificata. Il legno tradizionalmente più rilevante nella composizione dell'ukulele è un tipo di acacia tipica delle Hawai'i chiamato Koa.
L'ukulele si presenta tipicamente con la forma a nocciolina (o forma ad 8) simile a quella delle chitarre acustiche, esistono tuttavia anche di forme non-standard, a mezza-spalla, ovali.
Questi strumenti hanno normalmente 4 corde, in alcuni casi le corde potrebbero essere raggruppate in coppie dando allo strumento un totale di 6 o 8 corde. Le corde originariamente erano fatte di catgut ma a causa della forte deteriorabilità del materiale gli ukulele moderni solitamente montano corde in nylon con diversi additivi, fluorocarburi, alluminio o rame (come avvolgimento o come dispersione di polveri) o catgut.

## Tipi di ukulele

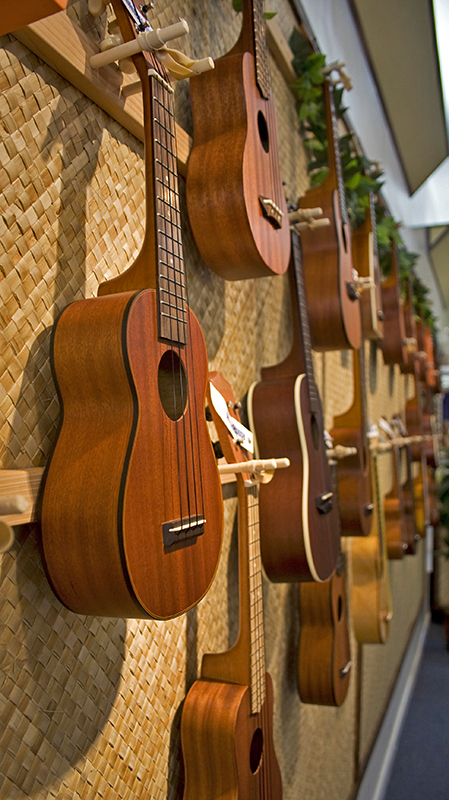
Degli ukulele appesi in un negozio di strumenti musicali

Esistono vari tipi di ukulele; essi si differenziano tra di loro per le dimensioni:
| Tipi                                              | Lunghezza diapason  | Lunghezza totale  | Accordatura†                                          |
| ------------------------------------------------- | ------------------- | ----------------- | ----------------------------------------------------- |
| sopranino (già presente agli inizi del XX secolo) | meno di 12" (30 cm) | circa 17" (43 cm) | re4 sol4 si4 mi5 (o, spesso, do5, fa4, la4, re5)      |
| soprano (l'ukulele originale)                     | 13" (33 cm)         | 21" (53 cm)       | sol4 do4 mi4 la4 (o, meno usato, la4, re4, fa♯4, si4) |
| concerto                                          | 15" (38 cm)         | 23" (58 cm)       | sol4 do4 mi4 la4                                      |
| tenore (creato nel 1920)                          | 17" (43 cm)         | 26" (66 cm)       | sol4 do4 mi4 la4                                      |
| baritono (creato nel 1940)                        | 19" (48 cm)         | 29" (74 cm)       | re3 sol3 si3 mi4                                      |
| basso                                             | 21" (53 cm)         | 30" (76 cm)       | mi2 la2 re3 sol3                                      |

### Sopranino
Questa taglia è poco comune.

### Soprano
Una delle taglie più comuni. È lungo circa cinquanta centimetri ed ha dodici tasti; le ridotte dimensioni e numero di tasti lo rendono un popolare strumento per bambini. Poiché l'ukulele soprano ha poco volume, rende meglio se suonato come accompagnamento ritmico e usando accordi piuttosto che note singole, le quali possono essere mal intonate, soprattutto quelle più acute.

### Concerto
La taglia "concerto" è più grande della "soprano", ma offre ancora il tipico suono associato allo strumento. È lunga circa sessanta centimetri.

### Tenore
Questa è la taglia preferita dai suonatori più abili. L'ukulele tenore è lungo circa sessantacinque centimetri ed offre un maggiore volume che lo rende adatto anche a suonare singole note oltre che accordi.

### Baritono
Questa taglia è la meno diffusa, perché riduce la classica portabilità dello strumento, essendo lunga circa settantacinque centimetri. Inoltre, un ukulele baritono è accordato in modo diverso dalle altre taglie, seguendo le quattro corde più alte di una chitarra.

### Basso
Anche questa taglia è poco diffusa comunque a causa delle sue grandi dimensioni che lo rendono meno maneggevole degli altri ukulele (è poco più grande dell'ukulele baritono). L'accordatura segue quella delle quattro corde più basse della chitarra.

## Strumenti derivati o imparentati con l'ukulele

### Ukulele tahitiano
L'ukulele tahitiano è tipico di Tahiti. La sua cassa di risonanza è chiusa frontalmente ma aperta sul retro, come un banjo, ed è ricavata da un singolo pezzo di legno. Le quattro corde doppie sono fili da pesca.
Altresì noto come banjo uke, questo strumento ha il corpo come quello di un banjo e le dimensioni di un ukulele soprano.

### Guitalele
Di solito prodotto come tenore o baritono, è un ukulele a sei corde che combina la portabilità dello strumento con le potenzialità di una chitarra.

### Ukulele doppio
Si tratta di una versione a doppio manico e doppia cassa acustica in un unico corpo di un ukulele dove il manico più vicino alla gamba del suonatore è un ukulele classico a quattro corde mentre il manico aggiuntivo viene equipaggiato con quattro corde doppie per un totale di otto corde.

## L'ukulele nella cultura pop

### Musica
- Un'intera orchestra di ukulele, la Ukulele Orchestra of Great Britain, attiva dal 1985, tiene concerti in tutto il mondo eseguendo brani di musica pop e rock in versione acustica, in chiave parodistica. L'orchestra è attualmente composta da sette ukulele in vari registri e un "ukulele basso" (in realtà una chitarra basso acustica).
- L'ukulele è stato utilizzato da Brian May (nella variante Banjolele, cioè un banjo-ukulele) nella canzone dei Queen Good Company e in varie tracce degli album Sheer Heart Attack, A Night at the Opera, A Day at the Races, e seguenti.
- Un virtuoso dell'ukulele divenuto famoso grazie a un video su YouTube è il musicista statunitense Jake Shimabukuro.
- L'ukulele è stato impiegato da Rino Gaetano sul palco di Sanremo nel 1978 durante la sua esecuzione della canzone Gianna.
- George Harrison ha composto la sua canzone Something del 1969 su un ukulele, adattandola successivamente per la registrazione definitiva.
- L'ukulele è stato utilizzato dal musicista Ruggero de I Timidi nella canzone Quello che le donne dicono.
- L'ukulele è stato utilizzato dal musicista Israel Kamakawiwo'ole come accompagnamento nel medley delle canzoni Somewhere Over the Rainbow e What a Wonderful World nell'album Facing Future.
- L'ukulele è uno degli strumenti utilizzati da Zach Condon (mente dei Beirut). Zach Condon è stato costretto a usare l'ukulele dopo un infortunio al polso, in seguito al quale non può maneggiare una chitarra per più di 5 minuti[5].
- L'ukulele è uno degli strumenti utilizzati da Stephin Merritt dei The Magnetic Fields, che ha anche scritto una canzone intitolata This Little Ukulele, contenuta nella colonna sonora del film Eban and Charley.
- La cantante e pianista Amanda Palmer del duo The Dresden Dolls, ha pubblicato nel luglio del 2010 l'EP Amanda Palmer Performs the Popular Hits of Radiohead on Her Magical Ukulele in cui reinterpreta sull'ukulele alcuni brani famosi dei Radiohead.
- Il cantante Eddie Vedder, già noto in qualità di leader dei Pearl Jam, ha pubblicato nel maggio del 2011 l'album Ukulele Songs, interamente suonato con questo piccolo strumento.
- Il 20 agosto 2011 ben 1547 suonatori di ukulele si sono ritrovati a Helsingborg, in Svezia, all'Ukulele 900, manifestazione riservata agli appassionati di questo strumento. Il numero di iscritti ha permesso di cancellare il precedente Guinness World Records di suonatori di Ukulele del London Uke Festival 2009, che riuscì a riunire "solo" 851 suonatori.
- L'ukulele è stato il primo strumento acquistato dal fondatore dei Pink Floyd Syd Barrett e anche dal musicista britannico Joe Strummer.
- Ogni anno alle Hawaii si tiene il più importante festival dedicato a questo strumento. Nell'edizione del 2011 è apparso per la prima volta in programma un virtuoso dell'ukulele italiano, Jontom.
- L'ukulele utilizzato da Claudio Baglioni all'Amnesty International, nel 1988, è stato donato in beneficenza ricavandone 431 €
- Fabio KoRyu Calabrò ha tradotto in italiano, per voci ed ukulele, tre album dei Beatles: White Album (Albume Bianco), Sgt. Pepper (Sergio Pepe e l'Orchestrina Cuori Solitari) e Revolver (Rivoltella).
- Tyler Joseph, cantante del gruppo Twenty One Pilots, ha più volte inserito ukulele nelle basi musicali di canzoni negli album Vessel (2011), Blurryface (2015), Trench (2018) e Scaled and Icy (2021).
- L'ukulele era lo strumento prediletto del musicista e cantante Tiny Tim

### Cinema
- L'ukulele viene strimpellato dall'attrice Marilyn Monroe nel celebre film A qualcuno piace caldo.
- Ollio suona l'ukulele nel film I figli del deserto.
- Mia Farrow suona l'ukulele nel film La rosa purpurea del Cairo di Woody Allen; lo porta con sé nella più amara delle scene finali.
- Nel film d'animazione Lilo & Stitch il piccolo alieno blu impara a suonare l'ukulele, e si esibisce anche vestito da Elvis Presley.

### Altri media
- Nel programma radiofonico Cordialmente di Elio e le Storie Tese il bassista Faso conduce la rubrica While My Ukulele Gently Weeps, che trae il titolo dalla celebre canzone dei Beatles While My Guitar Gently Weeps, in cui esegue vecchi brani italiani accompagnandosi con un ukulele.
- Nel videogioco Pokémon Ranger: Tracce di luce il protagonista è accompagnato da un Pichu con un ukulele.
- Nell'ultima stagione di How I met your mother Cristin Milioti canta una parte di La Vie en rose accompagnandosi con un ukulele.